# Serie A playoff 2012-2013 (rugby a 15)
I play-off/play-out della serie A di rugby a 15 2012-13 si tennero dal 19 maggio al 2 giugno 2013 e videro impegnate sei squadre provenienti dai campionati stagionali di serie A1 e serie A2.

## Squadre partecipanti

### Play-outsalvezza
1. Modena (11ª serie A1)
2. CUS Padova (10ª Serie A2)

### Play-offpromozione
1. Pro Recco (1ª serie A1)
2. Lyons (2ª serie A1)
3. Capitolina (3ª serie A1)
4. Valpolicella (1ª serie A2)

## Formula
Per quanto riguarda i play-off:
- la seconda e la terza classificata di serie A1 si incontrarono in gara doppia nella prima semifinale
- la vincitrice della serie A1 e quella di A2 si incontrarono nella seconda semifinale, sempre in gara doppia.
- le vincitrici delle due semifinali si incontrarono per il titolo di campione d'Italia di serie A e la promozione in Eccellenza 2013-14[1].

Relativamente ai play-out:
- fu originariamente previsto che le squadre agli ultimi due posti di serie A1 dovessero spareggiare con la terzultima e quartultima della serie A2 per mantenere il posto in A2 ed evitare la retrocessione in serie B; tuttavia la rinuncia al campionato del San Gregorio ne causò l'esclusione dalla serie A1 e il dodicesimo posto in classifica[2], rendendo inutile uno dei due spareggi: se ne tenne quindi uno solo, quello tra la undicesima classificata di serie A1 e la dodicesima di serie A2.

A parte la finale per il titolo, che si tenne in gara unica, negli accoppiamenti in doppia gara la squadra con il ranking più basso disputò la prima delle due partite in casa.

## Play-out
| Arbitro: | Mancini (Frascati) |

|                             |      |                                     |
| Zanin 18’ Rigo 53’ Zago 80’ | mt   | 6’ tecnica 22’ Faraoni 43’ Montalto |
| Pinna 18’, 53’, 80’         | tr   | 6’, 22’, 43’ Montalto               |
| 15’, 31’, 50’, 70’ Pinna    | c.p. |                                     |

| Arbitro: | Traversi (Rovigo) |

|                                        |      |                     |
| Rovina 25’ Tepsanu 35’ Cacciagrano 75’ | mt   | 57’ Venturato       |
| Assandri 25’, 35’                      | tr   | 57’ Pinna           |
| Assandri 18’, 40’, 60’                 | c.p. | 28’, 45’, 48’ Pinna |

## Play-off
|  | Semifinali | Semifinali   | Semifinali | Semifinali | Semifinali |  |  | Finale     | Finale     | Finale |  |
|  |            |              |            |            |            |  |  |            |            |        |  |
|  | 1A2        | Valpolicella | 23         | 0          | 23         |  |  |            |            |        |  |
|  | 1A1        | Pro Recco    | 17         | 21         | 38         |  |  | Pro Recco  | Pro Recco  | 16     |  |
|  | 3A1        | Capitolina   | 40         | 37         | 77         |  |  | Capitolina | Capitolina | 29     |  |
|  | 2A1        | Lyons        | 11         | 26         | 37         |  |  |            |            |        |  |

### Semifinali
| Arbitro: | Vivarini (Padova) |

|                            |      |                        |
| Pivetta 30’ Saccomanni 68’ | mt   | 75’ Giorgi 80’ Becerra |
| Etcheverry 30’, 68’        | tr   | 75’, 80’ Agniel        |
| Etcheverry 12’, 41’, 72’   | c.p. | 20’ Agniel             |

| Arbitro: | Bertelli (Ferrara) |

|                                                       |      |                    |
| Bocchino 12’ G. Rebecchini 23’ Molaioli 50’ Rampa 68’ | mt   | 67’ Bance          |
| Bocchino 12’, 23’, 50’, 58’                           | tr   |                    |
| Bocchino 7’, 40’, 48’, 74’                            | c.p. | 3’, 63’ M. Mortali |

| Arbitro: | C. Passacantando (L'Aquila) |

|                     |      |  |
| Salsi 46’ Breda 56’ | mt   |  |
| Agniel 46’          | tr   |  |
| Agniel 8’, 13’, 21’ | c.p. |  |

| Arbitro: | Spadoni (Padova) |

|                                                          |      |                                                                     |
| Alfonsi 40’ Benelli 40+5’ Parmigiani 44’ Montanari 80+4’ | mt   | 8’ Marrucci 15’ Iacolucci 51’ Leonardi 70’ De Michelis 74’ Iachizzi |
| Buondonno 40’, 40+5’ Montanari 80+4’                     | tr   | 8’, 70’, 74’ Bocchino                                               |
|                                                          | c.p. | 13’, 31’ Bocchino                                                   |

### Finale
| Arbitro: | Claudio Blessano (Treviso) |

| |              | |
| Bisso 17’ | mt           | 21’ Iacolucci 80+4’ Iachizzi |
| Agniel 17’ | tr           | 21’, 80+4’ Bocchino |
| Agniel 39’, 40+4’, 46’ | c.p.         | 3’, 31’, 37’, 50’, 59’ Bocchino |
| · Becerra · Tassara · 78’ Breda · Agniel · Bisso · Zanzotto · 80+4’ Villagra · Salsi · Giorgi · Orlandi · Lopez · 78’ Metaliaj · 78’ Galli · Noto (c) · 52’ Casareto | Formazioni   | · G. Rebecchini · Molaioli · Marrucci 73’ · Enodeh · Iacolucci 64’ · Bocchino · N. Leonardi 60’ · Budini 54’ · De Michelis (c) · E. Leonardi · Lupi 65’ · Scoccini · Bitonte 54’ · Polioni 54’ · Moriconi 63’ |
| · 52’ Aluigi · 78’ Sciacchitano · 78’ Torchia · 78’ Vallarino · 80+4’ Esposito                                                                                       | Sostituzioni | · Iachizzi 54’ · Rossi 54’ · Rampa 54’ · Vannini 60’ · Diana 64’ · Marsella 65’ 73’ · Martire 73’ · Recchi 73’                                                                                                |
| Claudio Daniel Ceppolino | Allenatori   | Andrea Cococcetta |

## Verdetti
- Capitolina: Campione d'Italia Serie A, promossa in Eccellenza 2013-14
- Valpolicella: promossa in serie A1 2013-14
- CUS Padova: retrocessa in Serie B 2013-14